# 蔣賴勤英
蔣賴勤英（1925年—2021年2月6日），冠夫姓，臺灣苗栗縣銅鑼鄉人，助產師，在苗栗縣三義鄉服務多年，被稱為「三義之母」。

## 生平
蔣賴勤英為1925年生於銅鑼，護校畢業後原先在苗栗市的醫院工作。1928年，蔡阿信在臺中市大正町清信醫院創設產婆講習所，培養台灣的助產士。如在苗栗服務的徐傅桂英1935年是在此受訓。蔣賴勤英為照顧家庭轉行，於是到台中學習。1946年，蔣賴勤英開始擔任助產士。包含她接生的三義鄉長呂明忠等三義人，稱她為「勤英姑」。
1953年，蔣賴勤英考入三義衛生所擔任助產士兼任行政人員。除三義外，大湖、銅鑼、通霄地區也是服務範圍。她說從開始執業到1971年間，三義鄉有九成的嬰兒由她接生。她回憶說早年由於沒有交通工具，都得徒步到產婦家中，摸黑走夜路、家屬點火把引導是常有的事，有時一趟就得走上兩個多小時。呂明忠表示，她遇見貧困家庭不僅沒收接生費還會買補品給產婦補身。65歲，她從三義鄉衛生所退休時，共接生達1萬256名嬰兒，其中還包括徐文達、吳振鵬等地方政治人物。
退休後，蔣賴勤英擔任三義鄉衛生所義工，連續多年績優保健志工獎。兒子則居住台中。在2000年代時，因三義鄉半數以上人口由蔣賴勤英接生，故被稱為「三義之母」。2004年，三義鄉木雕師曾進財以賴勤英作為木雕作品，模樣為她坐在矮凳上抱嬰兒的雕像，取名「三義的阿嬤」。
2006月5月9日，為慶祝護士節，苗栗縣衛生局邀徐傅桂英、賴勤英、林月英等高齡的退休助產士相聚。2007年12月3日，苗栗縣助產師助產士公會慶祝成立50週年聚會，除賴勤英外，服務於獅潭鄉的邱帶妹、公館鄉的傅桂英、苗栗市的鄭桂香參加。
到2013年間，還有兩名卅多歲的三義鄉民接連上門送豬肉、紅包，以感謝蔣賴勤英因家人貧窮未收費。2021年2月6日，賴勤英辭世。因家屬低調對三義僅發3張訃聞，故由鄉長呂明忠代表出席2月19日公祭。